# Fahlkauz
Der Fahlkauz (Strix hadorami) ist eine Art der Eigentlichen Eulen (Strigidae), die im Nahen Osten vorkommt. Er galt zeitweise als Unterart Asio aluco butleri des Waldkauzes oder als Population von Strix butleri (früher als Fahlkauz, heute als Omankauz bezeichnet), bis er 2015 als eigenständige Art beschrieben wurde.

## Entdeckungsgeschichte
Obwohl das Taxon Strix butleri (im engen Sinne) ursprünglich nur vom Holotypus bekannt war, galt es bei zahlreichen Autoren als Art mit einer weiten, jedoch unzusammenhängenden Verbreitung im Nahen Osten. Die Strix butleri (im weiten Sinne) zugeschriebenen Vorkommen wurden von Israel, vom östlichen Ägypten, von Jordanien und von der Arabischen Halbinsel dokumentiert. Die Angabe über die geographische Herkunft des Typusexemplars, erlegt von einem Vogelsammler namens Nash, ist jedoch zweifelhaft. In seiner Erstbeschreibung von 1878 nannte Allan Octavian Hume Omara an der Küste von Makran im heutigen Pakistan als Terra typica, jedoch wäre auch ein Fundort auf der Arabischen Halbinsel nicht ausgeschlossen. 1985 begutachtete der israelische Ornithologe Hadoram Shirihai den Holotypus von Strix butleri im Natural History Museum at Tring und bemerkte, dass dieses Exemplar sich in wichtigen Punkten von Exemplaren aus Israel unterschied sowie im Widerspruch zu seiner eigenen Feldarbeit über diese Käuze stand. Er schlug vor, die Populationen aus Israel und den angrenzenden Regionen als neue Unterart von Strix butleri zu benennen, jedoch hielten ihn andere Verpflichtungen davon ab. 2013 beschrieben Magnus Robb, Arnoud B. van den Berg und Mark Constantine das neue Taxon Strix omanensis basierend auf Fotos aus dem Hadschar-Gebirge in Oman. Da kein Typusmaterial für Strix omanensis vorlag, veröffentlichten Guy M. Kirwan, Manuel Schweizer und José Luis Copete im Jahr 2015 eine detaillierte Analyse, in der sie eine Synonymisierung von Strix omanensis mit Strix butleri empfahlen. Für die Populationen aus Israel und den angrenzenden Regionen war nun ein neuer Name erforderlich, da sie sich bedeutend von denen aus Oman unterschieden. Basierend auf einem 1938 in Palästina gesammelten Typusexemplar beschrieben Kirwan und seine Kollegen die neue Art Strix hadorami und ehrten Hadoram Shirihai im Artepitheton. 2015 veröffentlichen Magnus Robb und Kollegen eine DNA-Studie, in der sie darlegten, dass Strix omanensis und Strix butleri identisch sind. Gleichzeitig konnten sie die Wiederentdeckung von Strix butleri in Oman und im Iran bestätigen.

## Merkmale
Der Fahlkauz erreicht eine Gesamtlänge von 30 bis 35 cm, eine Flügelspanne von 95 bis 98 cm und ein Gewicht von ungefähr 140 bis 284 g. Die Schwanzlänge beträgt beim Weibchen ungefähr 150 mm und beim Männchen 134 bis 140 mm. Der Fahlkauz ähnelt dem Waldkauz in Proportion und Gefiederzeichnung. Letzterer ist jedoch dunkler und größer mit dunkelbraunen bis schwärzlichen Augen, teilweise gefiederten Zehen und typischerweise mehr aufrecht sitzend. Die Oberseite des Fahlkauzes ist auffällig gelbbraun, hell sandbraun und zimtfarben gesprenkelt. Eine ausgeprägte gold-gelbbraune Kragenzeichnung verläuft über dem Mantel. Die Brust ist gold-gelbbraun verwaschen. Die Schulterfedern und Flügeldecken haben hell gelbbraune oder weiße Spitzen. Brust und Flanken sind hell gemustert. Die Läufe sind hell gefiedert. Die Ohrbüschel fehlen. Die Iris ist orange, der Schnabel gelblich-hornfarben und die Zehen gräulich. Der Gesichtsschleier ist hauptsächlich hell sandgrau oder schmutzigweiß. Die Unterseite ist hell cremefarben mit einer hell rötlichbraunen Bänderung oder dünnen braunen Schaftstreifen. Der Steiß und die Unterschwanzdecken sind ungemustert nahezu weiß. Die Schwungfedern sind sandocker mit fünf sichtbaren Binden an den Handschwingen oder vier an den Armschwingen. Die Steuerfedern sind durch sechs dunkle Binden gekennzeichnet.

## Verbreitung
Das Verbreitungsgebiet erstreckt sich vom Osten und Süden Israels über Jordanien, die Sinai-Halbinsel, Gebirge nahe dem Roten Meer (im Osten Ägyptens und im Nordosten des Sudans) sowie stellenweise bis auf die Arabische Halbinsel (in Saudi-Arabien, Jemen und im Süden von Oman).

## Lebensraum
Der Fahlkauz bewohnt Felsschluchten oder Schluchten in Halbwüsten und Wüsten, meist mit Wasserquellen in der Nähe. Weitere Lebensräume befinden sich in der Nähe von Akazien und Palmenhainen und manchmal an Gebäuderuinen. Gelegentlich kann man ihn in der Nähe von Siedlungen beobachten, jedoch beansprucht er im Allgemeinen keine vom Menschen geschaffenen Lebensräume, zumindest auf der Arabischen Halbinsel. In Südwest-Arabien wurde er in Höhenlagen bis 2800 m nachgewiesen.

## Lebensweise
Der Fahlkauz ist nacht- und dämmerungsaktiv. Charakteristisch für ihn ist eine Ansitzjagd, allerdings fängt er Insekten gelegentlich auch in der Luft oder zu Fuß auf dem Boden. Da er häufig in der Nähe von Straßen und Wegen jagt, wird er verhältnismäßig häufig ein Opfer von Verkehrsunfällen. In Ägypten ist die Art am aktivsten in der Abend- und Morgendämmerung, insbesondere bei Vollmond, wobei die Jagd von 50 Minuten nach Sonnenuntergang bis 30 Minuten vor Sonnenaufgang stattfindet.
Zum Nahrungsspektrum gehören Echte Rennmäuse (Gerbillus), die Sundevall-Rennratte (Meriones crassus), die Gold-Stachelmaus (Acomys russatus), Spitzmäuse sowie Eidechsen und Geckos. Zu den erbeuteten Vögeln zählen hauptsächlich kleine Sperlingsvögel wie die Steinlerche (Ammomanes deserti) und der Haussperling (Passer domesticus). Ferner erweitern Skorpione, Heuschrecken, Käfer und andere Insekten das Nahrungsangebot. In Ägypten wurden bei Gewöllanalysen Überreste von Heuschrecken, wahrscheinlich Käfern, eine nicht identifizierte Wühlmaus, Skorpione, der Äthiopische Igel (Paraechinus aethiopicus), der Sinai-Fächerfingergecko (Ptyodactylus guttatus), die Fächerfingerart Ptyodactylus hasselquistii sowie ein nicht identifizierbarer Sperlingsvogel nachgewiesen.
Über die Fortpflanzungszeit ist nur wenig bekannt. 1996 beschrieb Hadoram Shirihai in seinem Buch The Birds of Israel ein im Mai brütendes Pärchen in Israel an einem Nest mit fünf Eiern. Die Brutdauer betrug 34 bis 39 Tage. Nach 30 bis 40 Tagen waren die Jungen flügge. In Saudi-Arabien brüteten die Eulen bereits am 25. Februar und hatten drei Eier im Nest.